# Noétomalalier
 (novembre 2011).
Si vous disposez d'ouvrages ou d'articles de référence ou si vous connaissez des sites web de qualité traitant du thème abordé ici, merci de compléter l'article en donnant les références utiles à sa vérifiabilité et en les liant à la section « Notes et références ».
Noétomalalier est un verbe créé par Henri Gaillard, écrivain sourd, afin de désigner le fait de s'exprimer en langue des signes. 

## Étymologie
Le terme se décompose en deux parties : noéto, être compris, intelligible (du grec noêtos), et alalie, sans parole (du grec alalia).
La combinaison des deux résulte en "s'exprimer, montrer ses pensées par gestes, par la langue des signes."  En bref, il s'agit de s'exprimer en langue des signes.

## Définition
La définition donnée par Henri Gaillard dans "L'Écho de la Société d'Appui Fraternel des Sourds-Muets" est le suivant : "Énonciation de pensées par gestes".

## Origines du verbe
Les origines du verbe remontent aux années 1888-1889 où, Henri Gaillard, membre de la société des gens de lettres, est confronté à un fait qui le dérange. Comment écrire dans un texte une action qui est spécifique aux sourds : s'exprimer en langue des signes, en un seul mot ? Ainsi, sa réflexion le conduit à forger ce mot à partir du grec pour donner Noétomalalier.
La première mention du verbe se trouve dans un journal associatif "L'écho de la Société d'Appui Fraternel des Sourds-Muets" dont la publication n'a duré qu'un an (1889-1890) : "En différentes circonstances, j'ai noétomalalié à la Ligne, à l'Association les raisons qui s'imposent pour que nous soyons tous unis, dans l'article Un moyen de s'unir"  N°1, page 7, première année, 1er février 1889.
Ce verbe était tombé dans l'oubli depuis un siècle, et semble avoir été repris, en particulier dans la communauté sourde de France. En particulier un certain mouvement qui plaide pour le remplacement de "Langue des Signes Française" par "Noétomalalien".

## Conjugaison
Le verbe se conjugue avec la règle en "ier" 
Présent 

Je noétomalalie

Tu noétomalalies

Il noétomalalie

Nous noétomalalions

Vous noétomalaliez

Ils noétomalalient

Pour les autres temps verbaux, la règle des verbes en "ier" est à suivre.

## Sources
- L'Echo de la Société d'Appui Fraternel des Sourds-Muets de France, journal paraissant les 1er février, Avril, Juin, Aout, octobre et Décembre, Première parution 1er février 1889. Page 7.
- La Noétomalalie Historique : http://noetomalalie.hypotheses.org/1